# Worland
Worland é uma cidade localizada no estado norte-americano de Wyoming, no Condado de Washakie, do qual é sede.

## Demografia
Segundo o censo norte-americano de 2000, a sua população era de 5250 habitantes. 
Em 2005, foi estimada uma população de 4967, um decréscimo de 283.

## Geografia
De acordo com o United States Census Bureau tem uma área de 
9,2 km², dos quais 9,2 km² cobertos por terra e 0,0 km² cobertos por água. Torrington localiza-se a aproximadamente 1239 m acima do nível do mar.